# 阿利科 (加利福尼亞州)
阿利科（英語：Alico）是位於美國加利福尼亞州因約縣的一個非建制地區。該地的面積和人口皆未知。

## 地理
阿利科的座標為36°34′11″N 117°57′47″W / 36.56972°N 117.96306°W，而該地的平均海拔高度為1119米（即3671英尺）。